# Vicente Tosta
Generaal Vicente Tosta Carrasco (1886 - 1930) was een Hondurees militair en politicus. 
Vicente Tosta nam deel aan de opstand tegen president Francisco Bertrand in 1919 en hij steunde de dictator generaal Rafael López Gutiérrez, die van 1920 tot 1924 over Honduras regeerde. Tijdens de kortstondige maar hevige Hondurese burgeroorlog van 1924 diende hij in het regeringsleger dat tegen de rebellen van de Nationale Partij van Honduras (Partido Nacional de Honduras) en dissidente liberalen onder generaal Tiburcio Carías Andino vochten. Tussen 23 april en 28 april 1924 nam hij deel aan de vredesonderhandelingen op de USS Milwaukee die voor de kust van Amapala lag. Na de tekening van het vredesverdrag op 28 april werd Tosta interim-president van Honduras tot aan de presidentsverkiezingen van oktober 1924. In zijn regering zaten evenveel leden van zijn eigen Liberale Partij van Honduras (Partido Liberal de Honduras) als van de PNH van generaal Carías. 
Kort na zijn aantreden leek het er op dat generaal Tosta niet van plan was zich aan het vredesverdrag te houden. Hij negeerde de ministers van de PNH en was van plan de verkiezingsdatum te verschuiven. Onder druk van een Amerikaanse delegatie die toezag op de naleving van het vredesverdrag, besloot Tosta de verkiezingen op de geplande datum in oktober door te laten gaan. De presidentsverkiezingen werden gewonnen door de kandidaat van de PNH, Miguel Paz Barahona, die op 1 februari 1925 het presidentschap van Tosta overnam.
Vicente Tosta overleed in 1930.